# Saint Sword
Saint Sword (セイントソード) est un jeu vidéo de plates-formes sorti en 1991 sur Mega Drive. Le jeu a été développé par Taito et édité par Sega.